# 克蘭克 (伊利諾伊州)
克蘭克（英語：Clank）是位於美國伊利諾伊州亞歷山大縣的一個非建制地區。該地的面積和人口皆未知。

## 地理
克蘭克的座標為37°11′18″N 89°19′30″W / 37.18833°N 89.32500°W，而該地的平均海拔高度為104米（即341英尺）。